# Кулджуктау
Кулджуктау (на узбекски: Quljuqtov tog‘lar; на руски: Кульджуктау) е дълго около 100 km и широко до 15 km планинско възвишение, в централната част на пустинята Къзълкум, в Централен Узбекистан. Максимална височина връх Башкутумди 779 m, (40°47′35″ с. ш. 64°01′34″ и. д. / 40.793056° с. ш. 64.026111° и. д.). Изградено е основно от кристалинни шисти и варовици, а по периферията – от юрски, кредни и палеогенови наслаги, върху които са навеяни пясъци. Южните му склонове са полегати и силно разчленени от сухи каньони, а северните са скалисти и стръмни.